# Psychotria pachygrammata
Psychotria pachygrammata är en måreväxtart som beskrevs av Cornelis Eliza Bertus Bremekamp. Psychotria pachygrammata ingår i släktet Psychotria och familjen måreväxter. Inga underarter finns listade i Catalogue of Life.